# The Gift of Rock
The Gift of Rock – album wydany z okazji Świąt Bożego Narodzenia przez zespół Smash Mouth dnia 1 grudnia 2005 roku. Album zawiera przede wszystkim wersje przebojów wielu gwiazd, m.in. Louisa Armstronga, Ringo Starra, The Kinks i The Ramones. Oprócz tego album zawiera jedną nową piosenkę autorstwa Smash Mouth - "Baggage Claim". Album nie jest dostępny w sprzedaży na fizycznym nośniku - można go jedynie ściągnąć przez Internet.

## Lista utworów
Lista wedlug Discogs:
1. "Father Christmas" — 3:38
2. "Baggage Claim" — 3:31
3. "Don't Believe In Christmas" — 1:46
4. "Christmas (Baby Please Come Home)" — 3:14
5. "Zat You, Santa Claus?" — 2:19
6. "The Christmas Song" — 2:33
7. "Snoopy's Christmas" — 2:13
8. "Christmas Ain't Christmas" — 2:01
9. "Come On Christmas, Christmas Come On" — 2:22
10. "Merry Christmas (I Don't Want to Fight Tonight)" — 2:37